# GO (BREAKERZのアルバム)
『GO』（ゴー）は、日本のヴィジュアル系ロックバンド・BREAKERZが2011年9月21日にZAIN RECORDSから発売した5枚目のオリジナルアルバムである。

## 内容
前作『B.R.Z ACOUSTIC』から約1年5か月ぶり、オリジナルアルバムとしては前作『FIGHTERZ』から約1年9か月ぶりの作品にしてメジャーデビュー5周年記念第1弾作品。
ジャケットの異なる初回限定盤Aと初回限定盤B、通常盤の3形態で発売された。初回限定盤Aには特典として『BREAKERZ MUSIC CLIP 2010-2011』と題し前年から今作発売までに制作された8曲のミュージッククリップを収録したDVDが、初回限定盤Bには特典として『Document DVD ～GOができるまで～』と題し今作の制作裏でのドキュメント映像を収録したDVDが、通常盤にはランダムで全5種類からなるトレーディングカードが同梱された。

## 収録曲
| 全編曲: BREAKERZ。 |                                   |         |         |                      |
| #                  | タイトル                          | 作詞    | 作曲    | ストリングスアレンジ |
| 1.                 | 「GO」                            | DAIGO   | DAIGO   |                      |
| 2.                 | 「激情」                          | DAIGO   | DAIGO   |                      |
| 3.                 | 「月夜の悪戯の魔法 (GO Version)」 | DAIGO   | AKIHIDE |                      |
| 4.                 | 「CHANGE THE WORLD」              | DAIGO   | AKIHIDE |                      |
| 5.                 | 「CLIMBER×CLIMBER」               | DAIGO   | SHINPEI | 寺地秀行、BREAKERZ   |
| 6.                 | 「Present」                       | DAIGO   | SHINPEI |                      |
| 7.                 | 「絶対! I LOVE YOU」              | DAIGO   | DAIGO   |                      |
| 8.                 | 「スマイル100%」                  | DAIGO   | DAIGO   |                      |
| 9.                 | 「寂しがりや」                    | DAIGO   | DAIGO   |                      |
| 10.                | 「BUNNY LOVE」                    | DAIGO   | AKIHIDE |                      |
| 11.                | 「LAST † PRAY」                   | DAIGO   | AKIHIDE |                      |
| 12.                | 「星の旅人」                      | AKIHIDE | AKIHIDE |                      |
| 13.                | 「オレンジ色の空」                | DAIGO   | AKIHIDE |                      |
| 14.                | 「Destruction」                   | DAIGO   | DAIGO   |                      |

### 解説
1. GO
今作の表題曲。
2. 激情
両A面からなる、8thシングルの表題1曲目。
3. 月夜の悪戯の魔法 (GO Version)
両A面からなる、10thシングルの表題1曲目のアルバムバージョン。
4. CHANGE THE WORLD
5. CLIMBER×CLIMBER
両A面からなる、10thシングルの表題2曲目。
6. Present
7. 絶対! I LOVE YOU
両A面からなる、11thシングルの表題2曲目。
8. スマイル100%
9. 寂しがりや
10. BUNNY LOVE
両A面からなる、9thシングルの表題1曲目。
11. LAST † PRAY
両A面からなる、11thシングルの表題1曲目。
12. 星の旅人
13. オレンジ色の空
14. Destruction

## 参加ミュージシャン
BREAKERZ
- DAIGO：Vocal & Chorus
- AKIHIDE：Guitar & Chorus、Synth Programming、Harmonica (#13)
- SHINPEI：Guitar & Chorus、Synth Programming

Support Musician
- 永井利光：Drums (#2,5,8,9,11,13)
- 土橋誠：Drums (#1,3,4,6,7,10,12,14)
- 美久月千晴：Electric Bass (#3,8,9,13)
- IKUO：Electric Bass (#1,2,4,5,7,10,12)
- 二家本亮介：Electric Bass (#6)
- 徳永暁人：Piano & Additional Synth Programming (#1)
- 寺地秀行：Additional Synth Programming (#7)
- 藤崎昌弘：Additional Synth Programming (#2)
- 寺島貴恵 & Lime Ladies Orchestra：Strings (#5)
- 加藤沙香菜：Additional Chorus (#10)
- BRZ25：Additional Chorus (#8)

## タイアップ
- テレビ東京系列音楽番組『JAPAN COUNTDOWN』2011年9月度エンディングテーマ (#1)
- ブシロード『カードファイト!! ヴァンガード』新公式イメージソング (#1)
- テレビ朝日系列情報バラエティ番組『お願い!ランキング』2010年7月度エンディングテーマ (#2)
- 日本テレビ系列アニメ『名探偵コナン』シーズン16第2期エンディングテーマ (#3)
- ブシロード『カードファイト!! ヴァンガード』公式イメージソング (#5)
- レコチョク『レコチョク』TV-CMソング (#10)
- TBS系列音楽番組『COUNT DOWN TV』2011年7月度オープニングテーマ (#11)
- テレビ金沢系夕方ワイド番組『となりのテレ金ちゃん』『花のテレ金ちゃん』2011年7月度エンディングテーマ (#11)

## インストアイベント
今作を引っ提げてのインストアイベントが下記5都市5会場で開催された。